# کوری کیسپرت
کوری کیسپرت (انگلیسی: Corey Kispert؛ زادهٔ ۳ مارس ۱۹۹۹) بازیکن بسکتبال اهل ایالات متحده آمریکا است.